# بخش ادسهگ
بخش ادسهگ (به سوئدی: Ödeshögs kommun) یک ناحیه شهری در سوئد است که در شهرستان اوستر گوتلاند واقع شده‌است.